# Relações entre Brasil e Ucrânia
As relações entre Brasil e Ucrânia são as relações internacionais entre os dois países, parceiros estratégicos que cooperam em comércio, tecnologia espacial, educação, energia, cuidados de saúde e defesa.
O Brasil reconheceu a independência da Ucrânia em 26 de dezembro de 1991, e as relações bilaterais foram estabelecidas em 11 de fevereiro de 1992. O desenvolvimento recente de uma articulação de indústria espacial tem fortalecido os laços bilaterais entre os dois países. A Ucrânia considera o Brasil seu parceiro comercial chave na América Latina e tem sido um apoiante da procura brasileira por um assento permanente no Conselho de Segurança das Nações Unidas.
O Brasil tem a quinta maior população ucraniana fora da antiga União Soviética, com cerca de 500.000 ucranianos.

## História

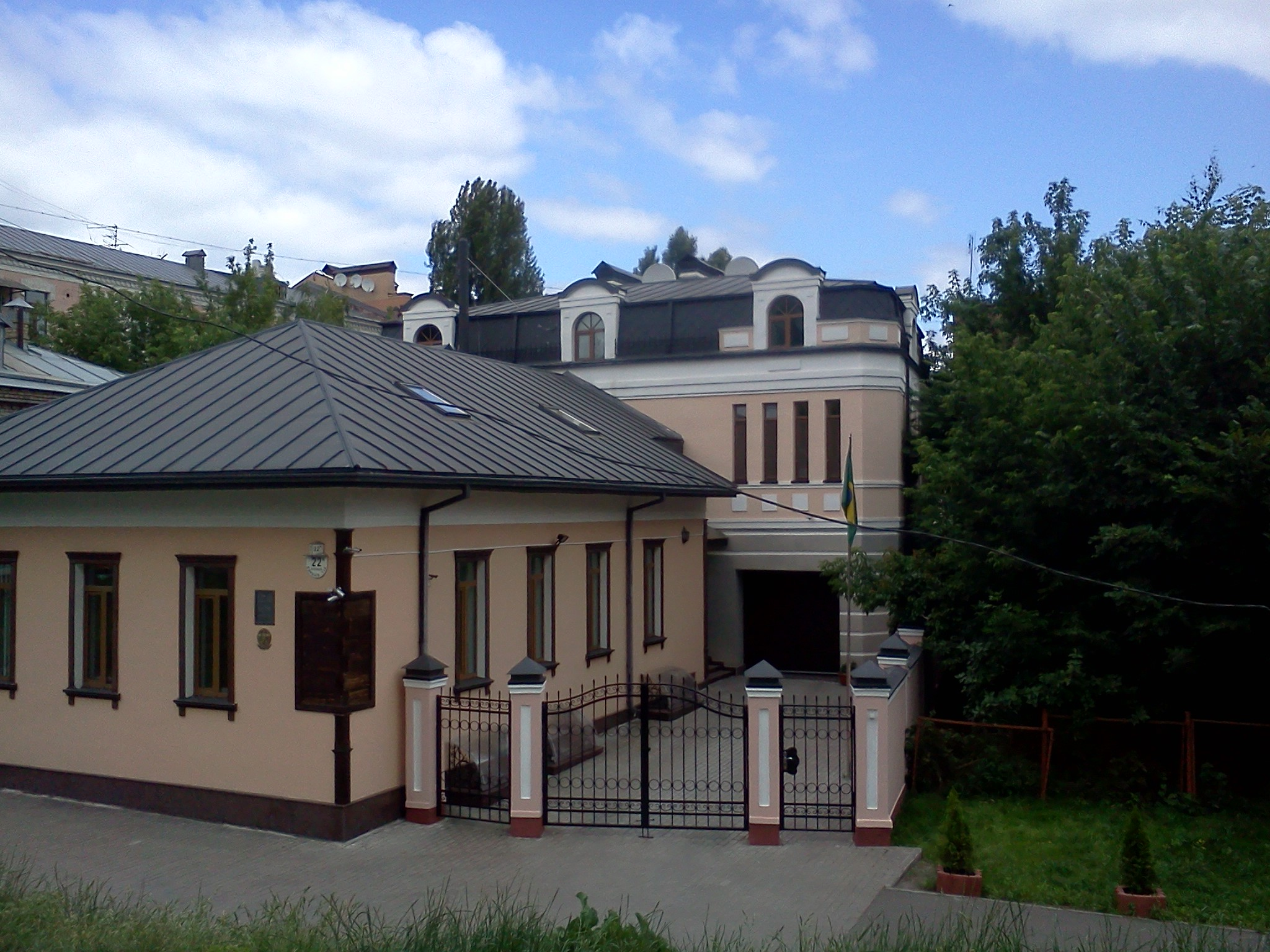
Embaixada do Brasil em Kiev, na Ucrânia.

O Brasil reconheceu a independência da Ucrânia em 26 de dezembro de 1991. As relações bilaterais foram estabelecidas dois meses depois, em 11 de fevereiro de 1992. Em 1993, a Embaixada da Ucrânia foi inaugurada no Brasil, e em reciprocidade, a Embaixada brasileira foi aberta em Kiev em 1995. No entanto, o diálogo de alto nível teve início em 22 de outubro de 1995, quando o presidente Leonid Kuchma realizou a primeira visita oficial de um presidente da Ucrânia ao Brasil. O Presidente Fernando Henrique Cardoso retribuiu a visita em 11 de janeiro de 2002, tornando-se o primeiro Presidente do Brasil a visitar a Ucrânia.
Os contatos bilaterais aumentaram significativamente após a posse do presidente Luiz Inácio Lula da Silva do Brasil. Em 13 de setembro de 2003, os presidentes da Ucrânia e do Brasil se reuniram em Nova York, durante a 58.ª sessão da Assembleia Geral das Nações Unidas. O diálogo a nível de Estado continuou com as visitas oficiais do Presidente da Ucrânia ao Brasil em 21 de outubro de 2003, durante a qual os dois presidentes assinaram um memorando de ampliação na área espacial e militar, e do Presidente do Brasil à Ucrânia em 13 de julho de 2004. O diálogo bilateral ao mais alto nível foi novamente perseguido em 2 de setembro de 2005, no âmbito da participação dos presidentes da Ucrânia e do Brasil nas atividades da 60.ª sessão da Assembleia Geral das Nações Unidas.
Em 9 de novembro de 2008, a Secretaria de Assuntos Estratégicos da Presidência da República do Brasil, Roberto Mangabeira Unger, fez uma importante visita à Ucrânia. O caminho pavimentado visita para a assinatura de vários acordos bilaterais importantes nas áreas de tecnologia de defesa e aeroespacial.
Um grande impulso para o desenvolvimento da cooperação bilateral foi o encontro dos dois presidentes dentro da 64ª sessão da Assembleia Geral das Nações Unidas, em Nova Iorque em 22 de setembro de 2009. Durante essa reunião, os dois presidentes concordaram em estabelecer grupos de trabalho, a fim de preparar para a visita do Presidente Lula da Silva para a Ucrânia, que foi realizada com sucesso em 18 de dezembro de 2009. Esta visita marcou um passo importante para o reforço das relações bilaterais - que estabeleceu a parceria estratégica entre os dois países. Acordos nas áreas de aviação, defesa, tecnologia, exploração do espaço e energia nuclear seguiram o evento.

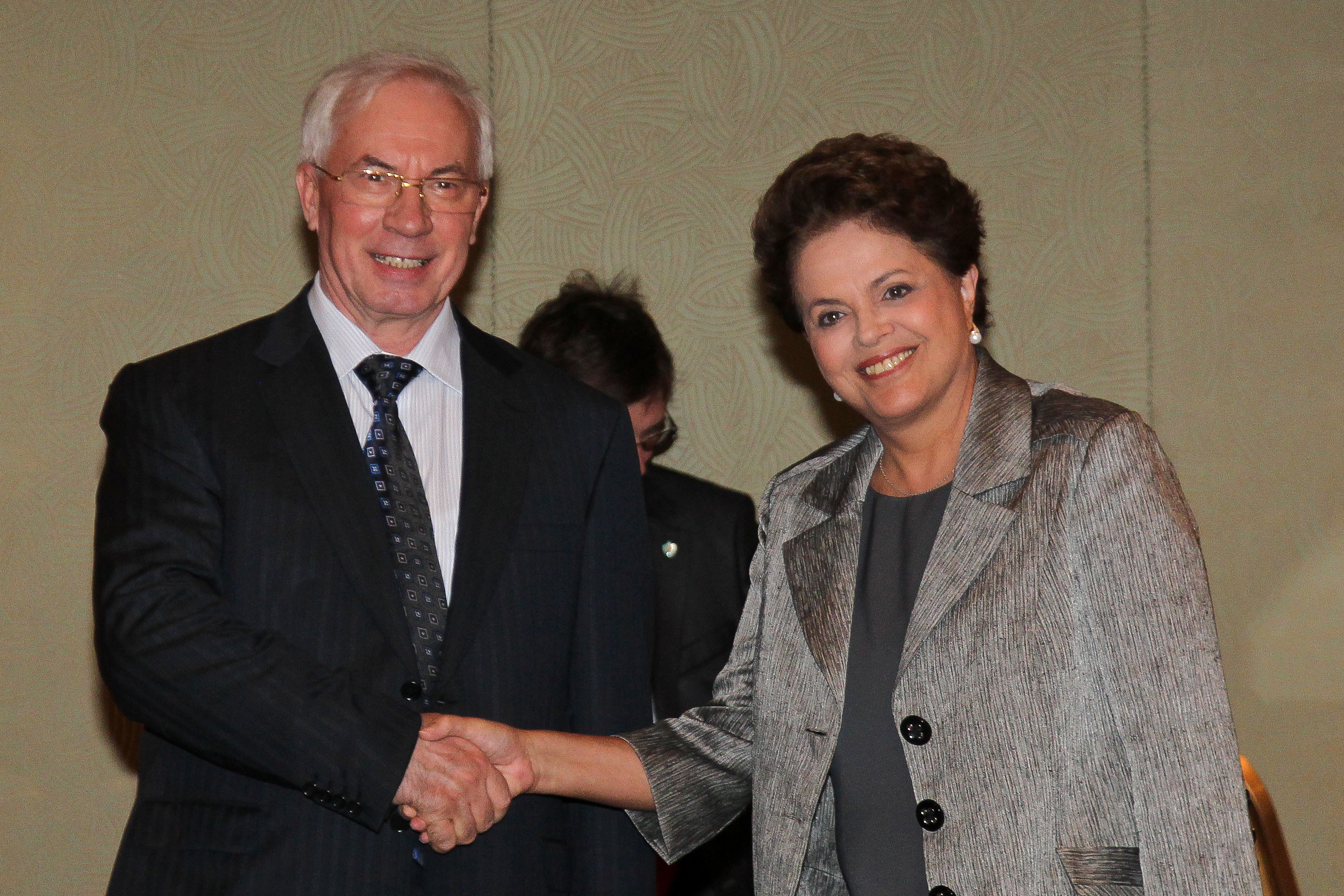
Presidente Dilma Rousseff durante encontro com o Primeiro-Ministro da Ucrânia, Sehor Mykola Azarov.

Em 7 de abril de 2011 o primeiro-ministro ucraniano Mykola Azarov se reuniu com a presidente do Brasil, Dilma Rousseff, no Sanya. Os dois discutiram uma ampla gama de temas da agenda bilateral, em particular o progresso do projeto espacial ucraniano-brasileira "Alcântara Cyclone Space". Mykola Azarov e Dilma Rousseff também falou sobre os 120 anos da imigração ucraniana para o Brasil.

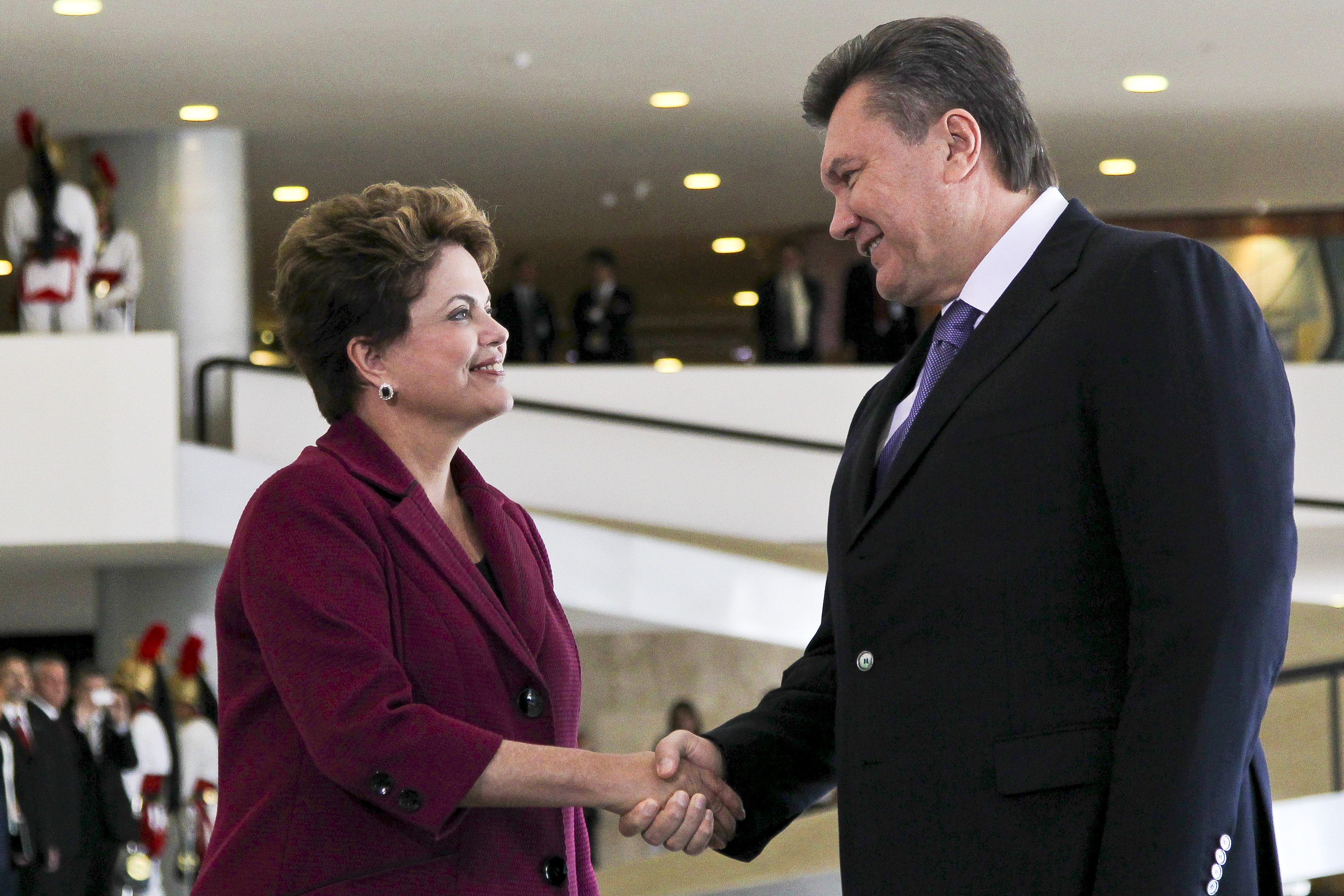
Visita do presidente ucraniano ao Brasil.

O presidente da Ucrânia, Viktor Yanukovich, fez uma visita de Estado ao Brasil em 25 de outubro de 2011. Na ocasião, os governos da Ucrânia e do Brasil emitiram uma declaração conjunta que define as áreas de cooperação para os próximos anos, com o objetivo de elevar ainda mais a parceria bilateral.
A posição do Brasil durante a crise da Crimeia em 2014 foi de buscar uma solução pacífica e diplomática para o conflito. O governo brasileiro, liderado à época pela presidente Dilma Rousseff, expressou preocupação com a escalada da tensão na região e condenou o uso da força para a resolução de disputas territoriais.  O Brasil se absteve na votação da Assembleia Geral da ONU sobre a resolução que condenava o referendo na Crimeia e a subsequente anexação à Rússia.
Em 2015, o Brasil formalizou o fim do acordo para lançamentos de foguetes com a Ucrânia. O fracasso do acordo resultou em um prejuízo de 1 bilhão de reais para ambos os países. O acordo previa a instalação de uma base em Alcântara para lançamentos comerciais e, ainda em 2003, a empresa binacional responsável pelo transporte de foguetes da Ucrânia ao Brasil havia sido criada, a Alcântara Cyclone Space (ACS). O Brasil ainda enfrentou dificuldades para encerrar a empresa binacional ACS, uma vez que os ucranianos não concordaram com o encerramento da mesma. Eles ameaçaram aplicar uma multa que poderia chegar a 2 bilhões de reais. Somente em novembro de 2018 a empresa foi dissolvida.

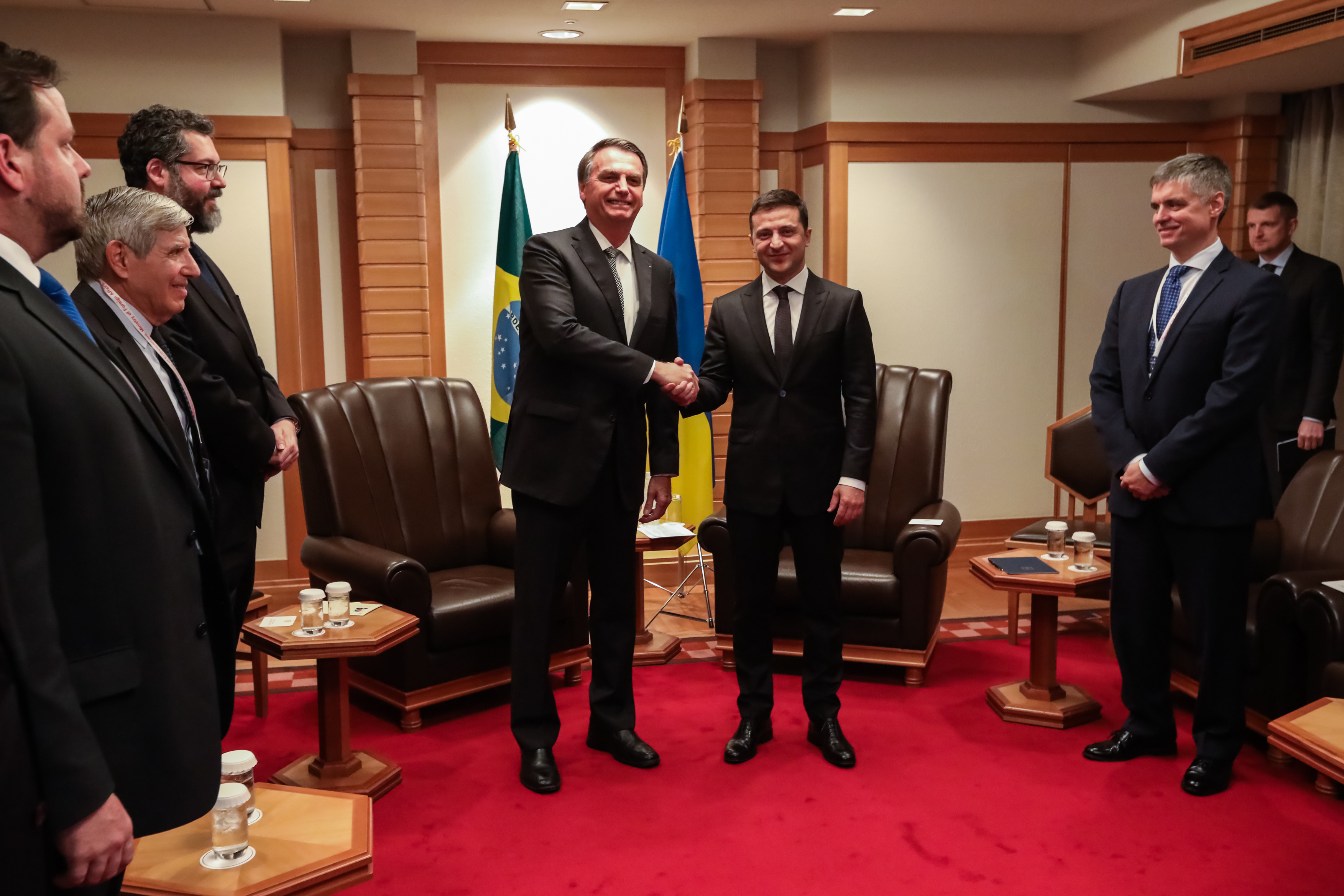
Reunião de Bolsonaro e Zelenski em 2019.

Em 2019, o então presidente brasileiro, Jair Bolsonaro, se encontrou com o recém-eleito Volodymyr Zelensky em Tóquio, no Japão.

## Guerra
Em 27 de fevereiro de 2022, durante a invasão russa à Ucrânia, o presidente brasileiro Jair Bolsonaro criticou o presidente ucraniano Volodymyr Zelensky e declarou que o Brasil adotaria uma "postura neutra em relação à Ucrânia", não imporia sanções à Rússia e afirmou que os ucranianos haviam "confiado o destino de uma nação a um comediante". Em 2 de março, o Brasil aprovou a resolução ES-11/1 da Assembleia Geral da ONU, exigindo a retirada completa das forças russas do território da Ucrânia.
O presidente Jair Bolsonaro perdeu as eleições gerais brasileiras de 2022 para Luiz Inácio Lula da Silva, que atacou repetidamente a OTAN e a União Europeia como a causa da invasão russa à Ucrânia, acusando a OTAN de "reivindicar para si o direito de instalar bases militares nas proximidades de outro país". Ele criticou os líderes ocidentais por "estimular a guerra em vez de se concentrar em negociações reservadas" e por "não terem feito o suficiente para negociar com a Rússia", enquanto também culpava o presidente ucraniano Volodymyr Zelensky por ser "tão responsável quanto Putin pela guerra". Mais tarde, em abril de 2023, Lula sugeriu que a Ucrânia deveria "abandonar a Crimeia" para encerrar a guerra, afirmando que Zelensky "não pode querer tudo".

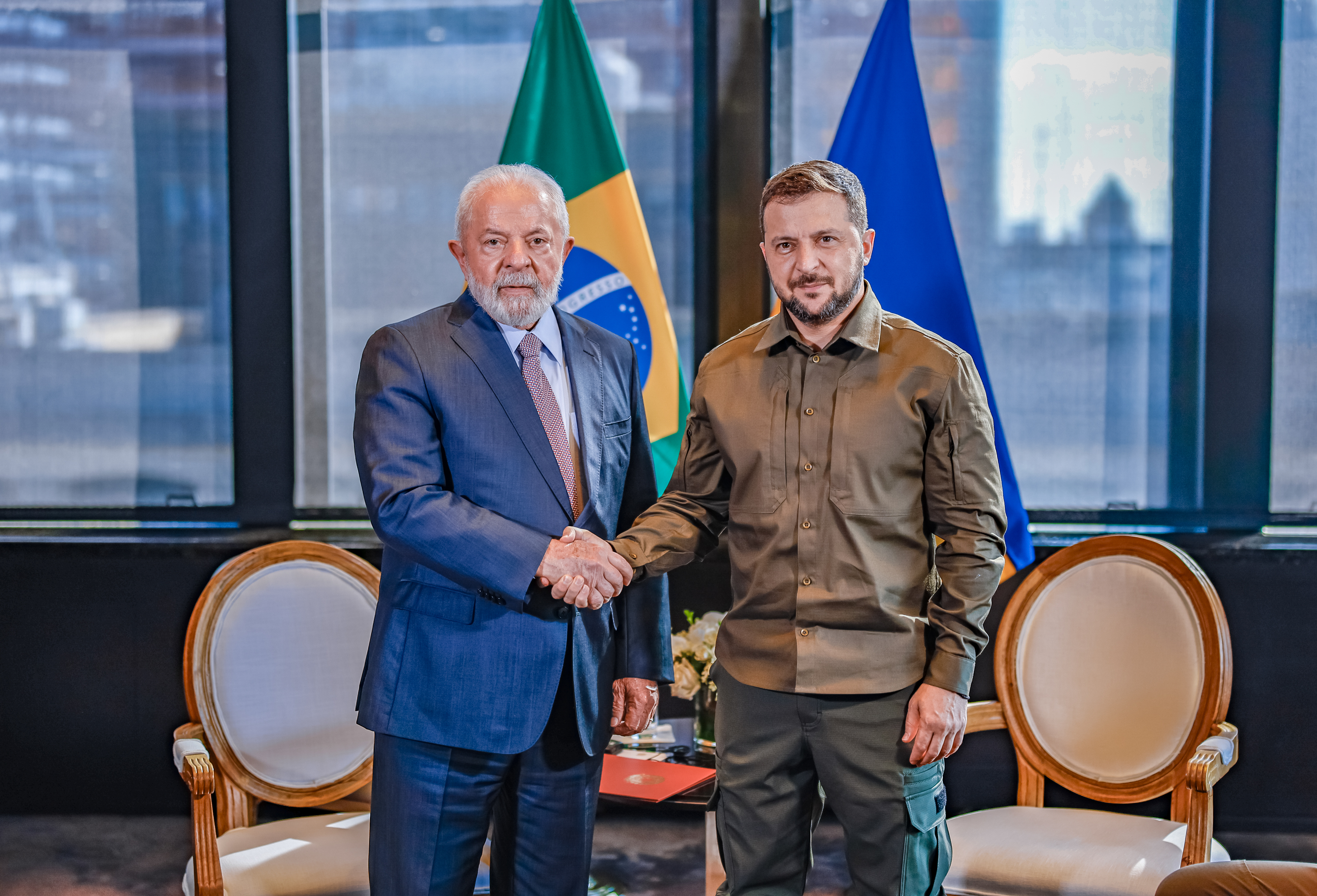
Lula da Silva se reúne com Volodymyr Zelensky pela primeira vez em 20 de setembro de 2023, em Nova York (EUA).

Em maio de 2023, a Ucrânia pediu diretamente ao governo brasileiro a compra de até 450 veículos blindados Guarani, em versão ambulância para emergências humanitárias. Pressionado pelo governante Partido dos Trabalhadores, o Itamarati vetou a venda.
Em junho de 2024, o presidente Lula da Silva não compareceu à Cúpula da Paz para a Ucrânia, realizada na Suíça, mas enviou a embaixadora brasileira ao país europeu. A justificativa foi dada pela ausência da Rússia na negociação. Junto aos BRICS, o Brasil não foi um dos signatários da declaração final da cúpula que reafirmou a integridade territorial ucraniana.

## Comparação
|                        | Ucrânia                                       | Brasil                                |
| ---------------------- | --------------------------------------------- | ------------------------------------- |
| População              | 42.418.235 hab.                               | 203 062 512 hab.                      |
| Área                   | 603 628 km²                                   | 8 510 417,771 km 2                    |
| Densidade populacional | 69 hab./km²                                   | 23,8 hab./km²                         |
| Capital                | Kiev (2 962 180 hab.)                         | Brasília                              |
| Maior cidade           | Kiev (2 962 180 hab.)                         | São Paulo (11 451 245 hab.)           |
| Governo                | República constitucional semipresidencialista | República federativa presidencialista |
| Primeiro líder         | Leonid Kravtchuk                              | Imperador Pedro I do Brasil           |
| Líder atual            | Presidente Volodymyr Zelensky                 | Presidente Luiz Inácio Lula da Silva  |
| Línguas oficiais       | Ucraniano                                     | Português                             |

## Comércio exterior
| | 2003               | 2004                | 2005                | 2006                | 2007                | 2008                 | 2009                |
| --- | ------------------ | ------------------- | ------------------- | ------------------- | ------------------- | -------------------- | ------------------- |
| Exportações ucranianas para o Brasil                                                                 | 163000 mil dólares | 206000 mil dólares  | 143 milhões dólares | $ 151.000.000       | 378 milhões dólares | 711 milhões dólares  | 156,000 mil dólares |
| Exportações brasileiras para a Ucrânia                                                               | 94000 mil dólares  | 183000 mil dólares  | $ 221.000.000       | $ 221.000.000       | 274.000 mil dólares | 465,000 mil dólares  | 242.000 mil dólares |
| Comércio total                                                                                       | $ 257.000.000      | 389.000 mil dólares | 364 milhões dólares | 372 milhões dólares | 652,000 mil dólares | 1200 milhões dólares | 398 milhões dólares |
| Nota: Todos os valores são em dólares americanos. Fonte: MRE do MINISTÉRIO das Relações Exteriores . |                    |                     |                     |                     |                     |                      |                     |

## Vistos
Isenção recíproca de vistos de turista
Em 30 de dezembro de 2011, entrou em vigor o Acordo de Isenção de Vistos assinado pelos governos brasileiro e ucraniano. Com a medida, cidadãos ucranianos podem permanecer no Brasil na qualidade de turistas por até 90 dias, durante um período de 180 dias, sem a necessidade de visto. Pelo princípio da reciprocidade, cidadãos brasileiros podem também permanecer na Ucrânia na qualidade de turistas por até 90 dias, durante um período de 180 dias, sem a necessidade de visto. 
Visto humanitário no contexto da Guerra Russo-Ucraniana
Em 3 de março de 2022, o Ministério da Justiça e Segurança Pública e o Ministério das Relações Exteriores do Brasil publicaram uma portaria interministerial para a concessão de visto temporário e autorização de residência aos ucranianos e apátridas afetados ou deslocados pelo conflito na Ucrânia, medida que ficou conhecida como visto humanitário. Com ele, é possível livre acesso ao mercado de trabalho brasileiro. 
O visto tem duração de 180 dias a partir do momento em que é solicitado. A medida estipula que, quando no Brasil, os cidadãos ucranianos e apátridas devem ir até à Polícia Federal, em até 90 dias após ingresso no país, para pedir autorização de residência, que é de dois anos. Antes do prazo desses dois anos, os solicitantes podem requisitar extensão por tempo indeterminado, desde que comprovem meios de subsistência. A portaria já foi estendida algumas vezes e é válida até 31 de dezembro de 2024.

## Imigração ucraniana

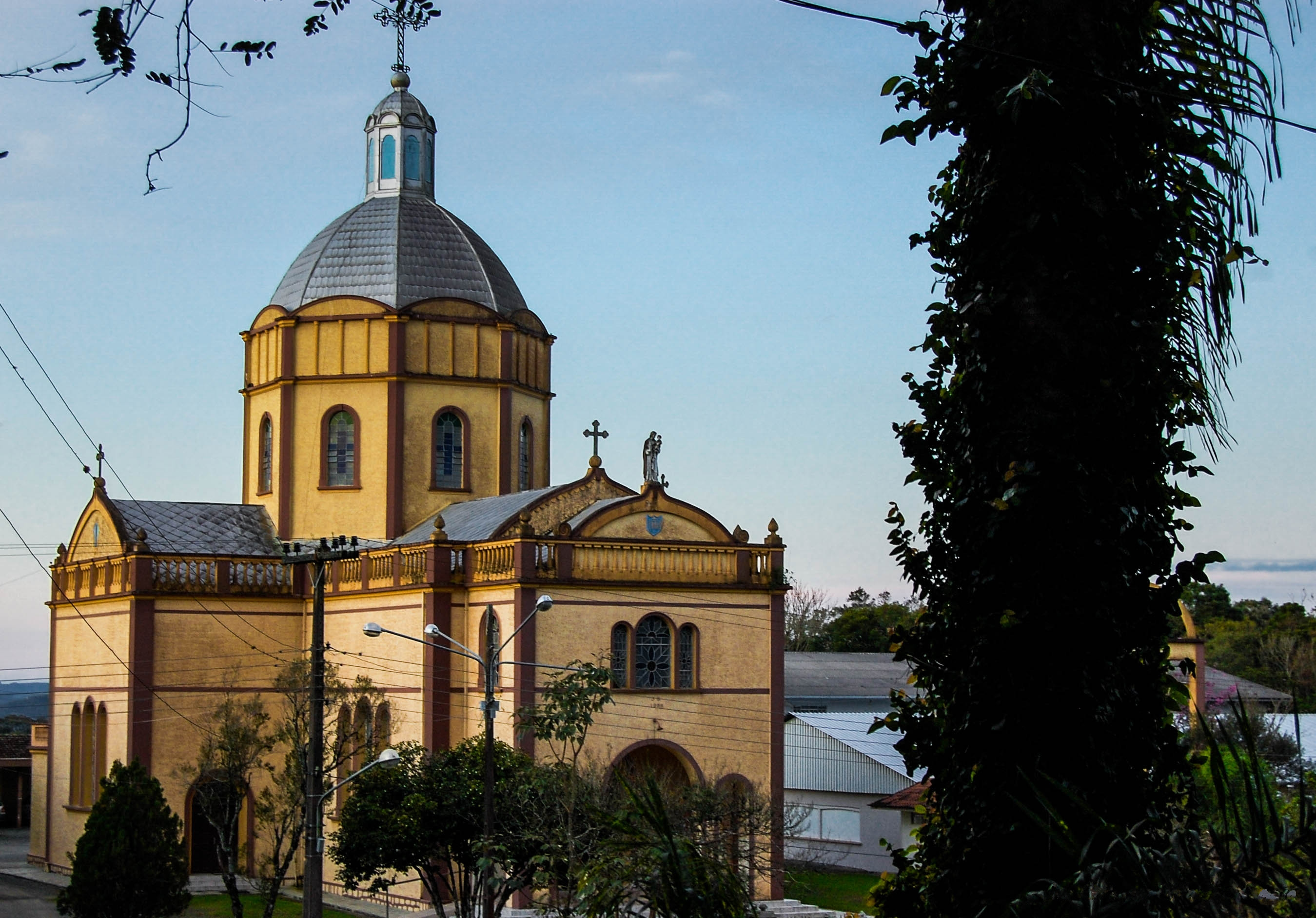
Igreja Greco-Católica Ucraniana em Itaiópolis.
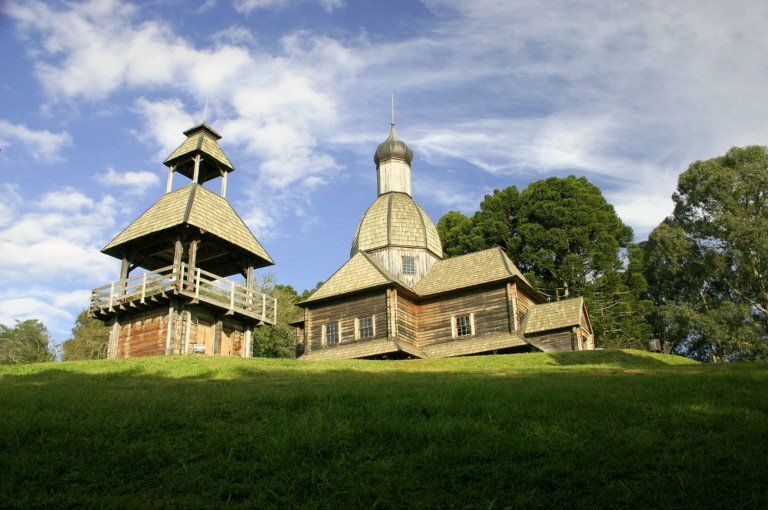
Igreja ucraniana no Parque Tingui, Curitiba, Paraná.
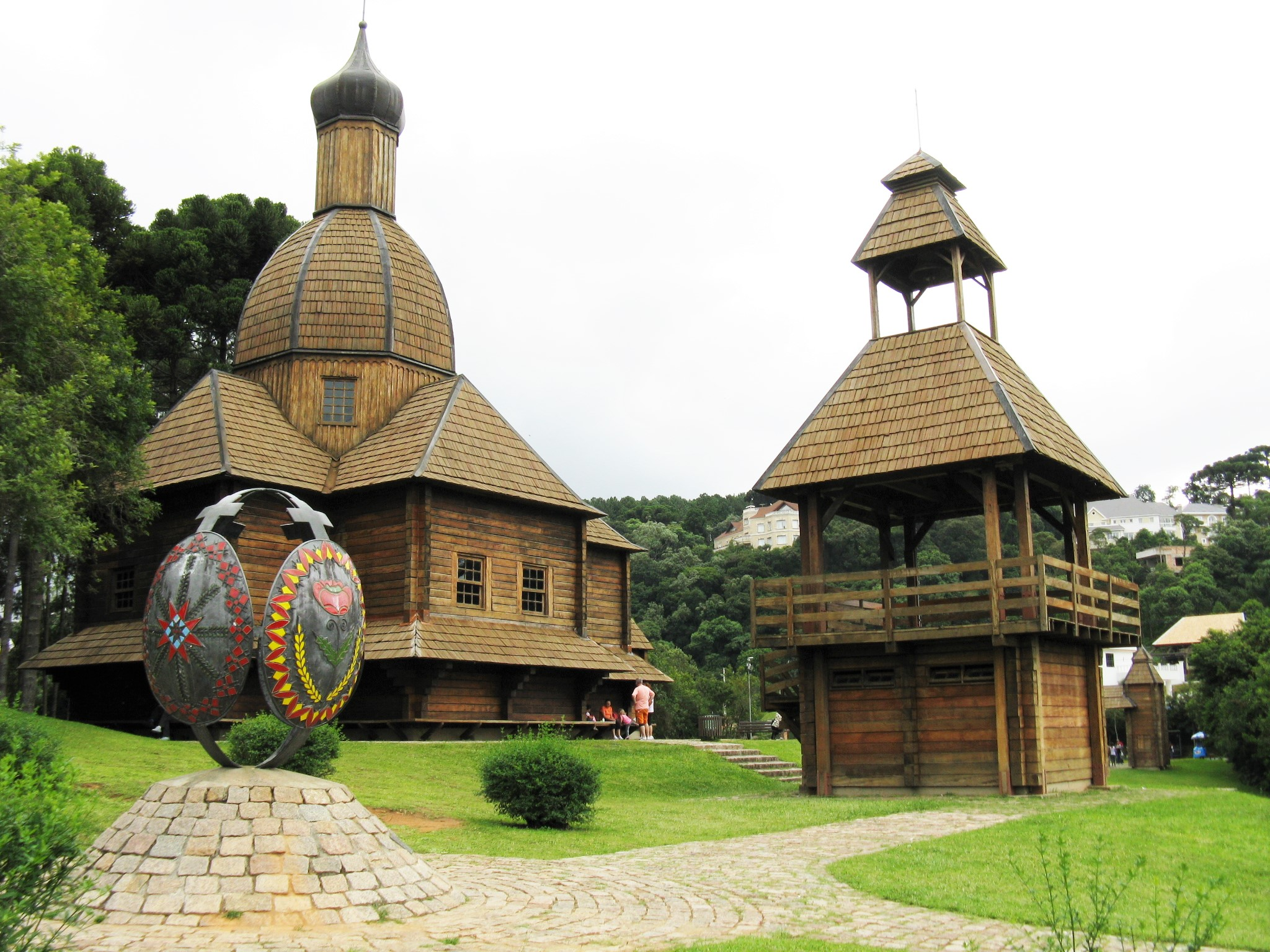
Igreja ucraniana no Parque Tingui, Curitiba, Paraná.
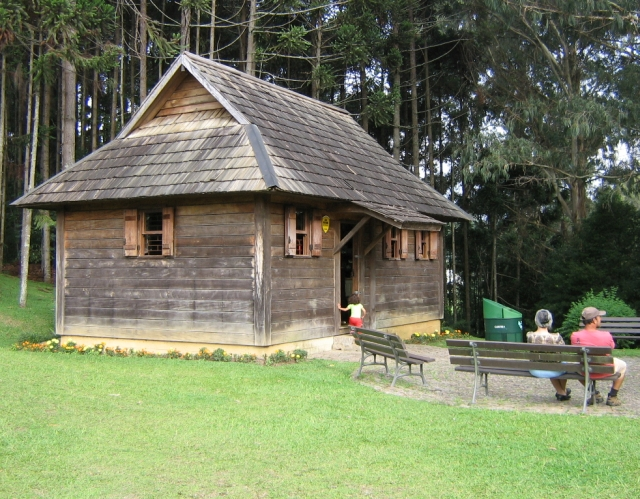
Casa ucraniana em Curitiba.
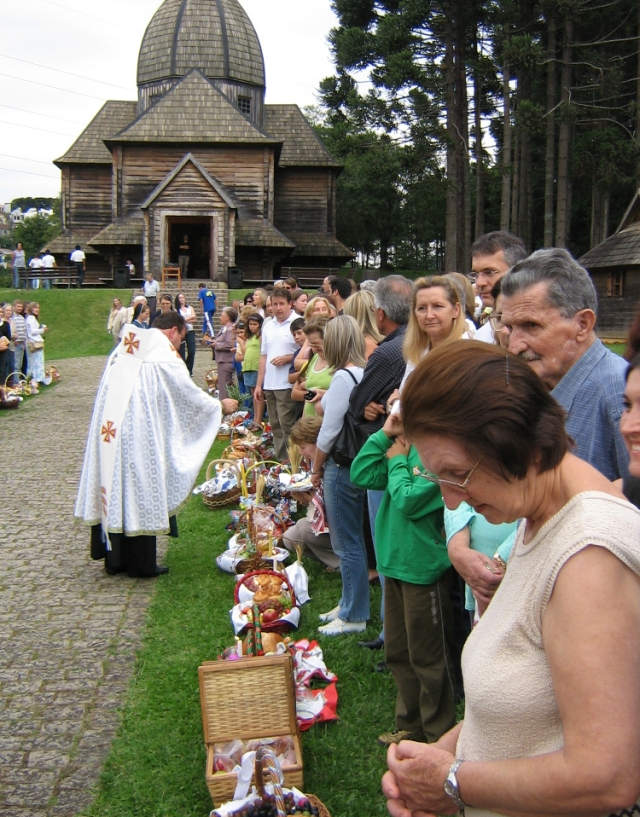
Páscoa ucraniana no Paraná.
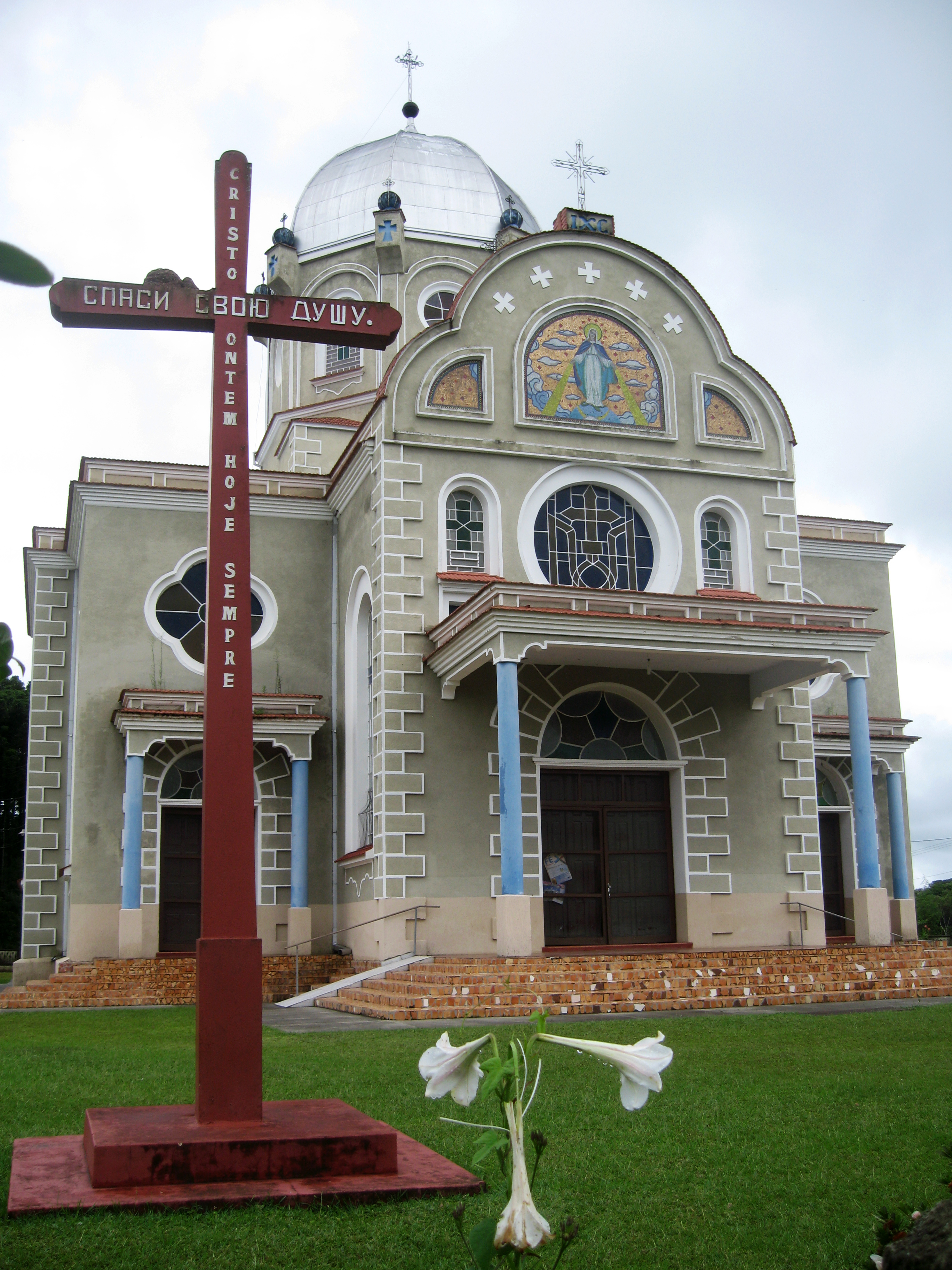
Igreja Greco-Católica em Prudentópolis.
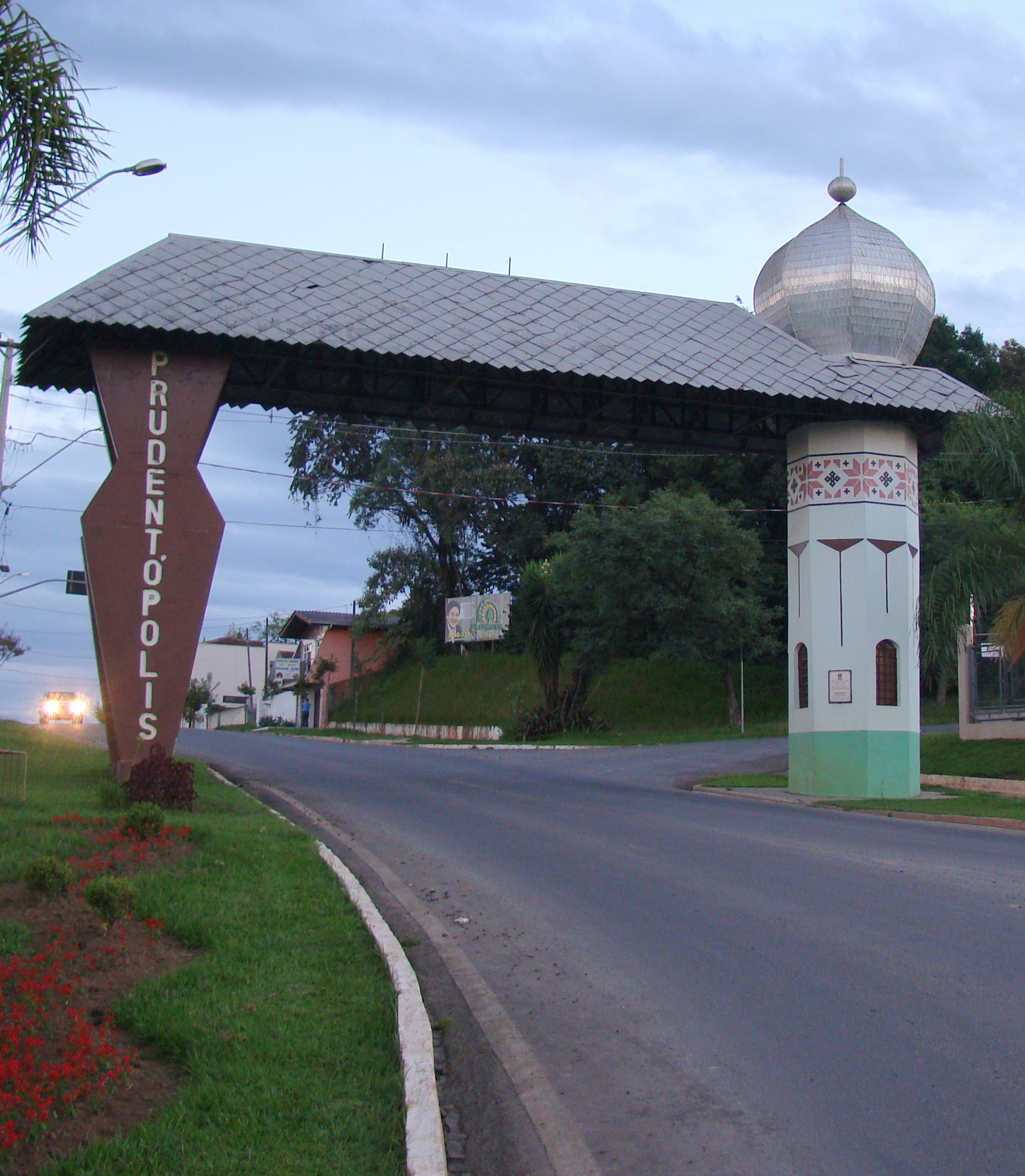
Pórtico ucraniano em Prudentópolis.

## Diplomacia
Missões diplomáticas:
Do Brasil
- Kiev (Embaixada)

Da Ucrânia
- Brasília (Embaixada)
- Rio de Janeiro (Consulado-Geral)
- Curitiba (Consulado)

Embaixadores:
Ucranianos no Brasil:
- Oleksandr Nikonenko (1996-2000)
- Yuriy Bohayevskyi (2000-2006)
- Volodymyr Lakomov (2007-2010)
- Ihor Hrushko (2010-2012)
- Rostyslav Tronenko (2012-2021)
- Andrii Melnyk (2023-atual)

Brasileiros na Ucrânia:
- Asdrúbal Pinto de Ulysséa (1994-1998)

- Mário Augusto Santos (1998-2001)

- Hélder Martins de Moraes (2001-2003)
- Renato Luiz Rodrigues Marques (2003-2009)
- Antônio Fernando Cruz de Mello (2009-2016)
- Oswaldo Biato Júnior (2016-2020)
- Norton de Andrade Mello Rapesta (2020-atual)